# Риз, Шейн
Шейн Линн Риз (англ. Shayne Leanne Reese; род. 15 сентября 1982, Балларат) — австралийская пловчиха, специализирующаяся в комплексном плавании, а также вольным стилем. Она выступала на летних Олимпийских играх 2004 года в Афинах и на летних Олимпийских играх 2008 года в Пекине, где стала олимпийской чемпионкой.

## Плавательная карьера
Международный дебют состоялся для Шейн на летних Олимпийских играх 2004 года в Афинах. Она стала четвёртой в эстафете 4 по 200 метров вольным стилем вместе с Элис Миллс, Элькой Грэм и Петрией Томас. На чемпионате мира по плаванию на короткой воде 2004 года в Индианаполисе австралийка завоевала серебряную медаль в плавании на 100 метров комплексом, а на дистанции 200 метров вольным стилем она финишировала четвёртой. Она также участвовала на дистанции 100 метров вольным стилем, но не вышла в финал. Вместе с Лизбет Трикетт, Данни Миатке и Луизой Томлинсон она выиграла серебряную медаль в эстафете 4 по 200 метров вольным стилем. Также австралийки стали третьими в эстафете 4 по 100 метров метров вольным стилем.
На чемпионате мира по плаванию в Монреале в 2005 году Риз не сумела преодолеть предварительный раунд в плавании на 200 метров вольным стилем. Вместе с Джоди Хенри, Элис Миллс и Лизбет Трикетт она стала чемпионкой мира в эстафете 4 по 100 метров вольным стилем, а в эстафете вдвое длиннее она завоевала серебряную медаль вместе с Лизбет Трикетт, Бронте Барратт и Линдой Маккензи.
Австралийка участвовала на Играх Содружества 2006 года в Мельбурне и выиграла золотую медаль вместе с Лизбет Трикетт, Джоди Хенри и Элис Миллс. На чемпионате Тихоокеанского бассейна 2006 года в Виктории Риз финишировала четвёртой на дистанции 100 метров вольным стилем и десятой на 200 метров комплексным плаванием. Вместе с Бронте Барратт, Келли Стаббинс и Линдой Маккензи она завоевала серебряную медаль в эстафете 4 по 200 метров вольным стилем и бронзовую в эстафете 4 по 100 метров вольным стилем вместе с Келли Стаббинс, Линдой Маккензи и Мелани Шлангер.
На чемпионате мира по плаванию 2007 года в Мельбурне Риз финишировала шестой на 200 метров комплексным плаванием. Вместе с Трикетт, Шлангер и Хенри она завоевала титул чемпионки мира в эстафете 4 по 100 метров вольным стилем. На чемпионате Австралии в Сиднее в 2008 году австралийка заняла пятое место на 100 метров вольным стилем. На чемпионате мира по плаванию на короткой воде 2008 года в Манчестере Риз завоевала титул чемпионки мира на 100 метров комплексным плаванием. Она также финишировала шестой на дистанции 100 метров вольным стилем. Вместе со своими товарищами по команде Элис Миллс, Келли Стаббинс и Энджи Бейнбридж она завоевала серебряную медаль в эстафете 4 по 100 метров вольным стилем.
Во время летних Олимпийских игр 2008 года в Пекине она выступала с Кейт Кэмпбелл, Элис Миллс и Мелани Шлангер в предварительных заплывах эстафеты 4 по 100 метров вольным стилем. В финале Риз, несмотря на то, что она была самой быстрой из четырёх, была вынуждена уступить место Лизбет Трикетт, которая вместе с Кэмпбелл, Миллс и Шлангер завоевала бронзовую медаль. Вместе с Эмили Сибом, Тарни Уайт и Фелисити Гальвез Риз участвовала в предварительном раунде комбинированной эстафеты 4 по 100 метров, а в финале была заменена. Выступавшие в финале Эмили Сибом, Лизель Джонс, Джессика Шиппер и Лизбет Трикетт принесли своей стране олимпийское золото.
На чемпионате мира по плаванию в Риме в 2009 году австралийские девушки завоевали бронзовую медаль в эстафете 4 по 100 метров вольным стилем (Риз, Трикетт, Герер и Гальвез). В комбинированной эстафете 4 по 100 метров Риз плыла вместе с Эмили Сибом, Салли Фостер и Стефани Райс в предварительном раунде, а в финале участвовали Сибом, Сара Катсулис, Джессика Шиппер и Лизбет Трикетт и выиграли серебро.